# Nergal
Nergal (în sumeriană: 𒀭𒄊𒀕𒃲d KIŠ. UNU sau dGÌR-UNUG-GAL;) a fost un zeu mesopotamian venerat în toate perioadele istoriei mesopotamiene, din Perioada Dinastică Timpurie până în cea neobabiloneană, supraviețuirea cultului său fiind atestată de câteva ori și în timpul dominației ahemenide. Era asociat în primul rând cu războiul, moartea și boala, și era descris ca "zeul morții provocate". El domnea în Kur, lumea de apoi mesopotamiană, în funcție de mit fie în numele părinților săi, Enlil și Ninlil, fie ca urmare a căsătoriei cu zeița Ereșkigal. La început era considerată soția sa fie Mammitum, o zeiță posibil legată de ger, fie Las, considerată uneori o zeiță minoră a medicinei, dar există și alte tradiții.
Centrul principal al cultului său era Kutha, situată în nordul Mesopotamiei. Templul său principal era E-Meslam și zeul era numit și Meslamtaea, „cel care iese din Meslam”. Inițial, el era venerat doar în nord, o excepție notabilă fiind Girsu în timpul domniei lui Gudea din Lagaș, dar începând cu perioada Ur III a devenit o divinitate majoră și în sud. El a rămas proeminent atât în Babilon, cât și în Asiria în perioadele ulterioare, iar în panteonul de stat neobabilonean era considerat al treilea zeu ca importanță, după Marduk și Nabu.
Nergal era asociat cu un număr mare de zeități locale sau străine. Zeul akkadian Erra a fost sincretizat cu el la o dată timpurie și mai ales în textele literare au funcționat ca sinonime unul pentru celălalt. Alte zeități majore comparate frecvent cu el sau sincretizate cu el includ zeul vest-semitic Resheph, care era și un zeu al războiului, al ciumei și al morții, și zeul elamit Simut, care era probabil un zeu războinic și împărtășea asocierea lui Nergal cu planeta Marte. S-a presupus și că numele său era folosit în inscripțiile timpurii din Urkeș pentru a denumi un zeu hurian, posibil Kumarbi sau Aštabi, dar există și dovezi că el era venerat de hurieni cu propriul său nume ca una dintre zeitățile mesopotamiene pe care ei le-au încorporat în panteonul lor.
Două mituri larg răspândite se concentrează pe Nergal, Nergal și Ereșkigal și Epopeea lui Erra. Primul descrie circumstanțele căsătoriei sale cu Ereșkigal, zeița mesopotamiană a morților, iar al doilea prezintă furia lor și eforturile sukkal-ului (zeitate însoțitoare) Ișum de a-i opri. El apare și într-o serie de alte narațiuni, nu atât de bine păstrate.